# Ligne d'Ekerö
La ligne d'Ekerö (en suédois : Ekerölinjen) ou ligne 89 est une route maritime de traversier du centre-ville de Stockholm en Suède,.

## Présentation
Le bateau-navette navigue sur le lac Mälaren entre Klara Mälarstrand à Stockholm et Tappström à Ekerö.
La ligne d'Ekerö a été inaugurée en août 2016 pour offrir aux voyageurs de Storstockholms Lokaltrafik (SL) du Grand Stockholm une alternative pour se déplacer entre Tappström, Kungshatt, Ekensberg, Lilla Essingen et le centre de Stockholm.
La ligne d'Ekerö fait partie du réseau de lignes de Storstockholms Lokaltrafik et les passagers utilisent les mêmes billets que pour les autres moyens de transports.
La ligne est l'une des cinq lignes de traversiers à Stockholm exploitées par Storstockholms Lokaltrafik.
La ligne est actuellement desservie par la compagnie Blidösundsbolaget, mais à partir d'août 2025, le service sera repris par la compagnie Rederiaktiebolaget Ballerina.

## Galerie

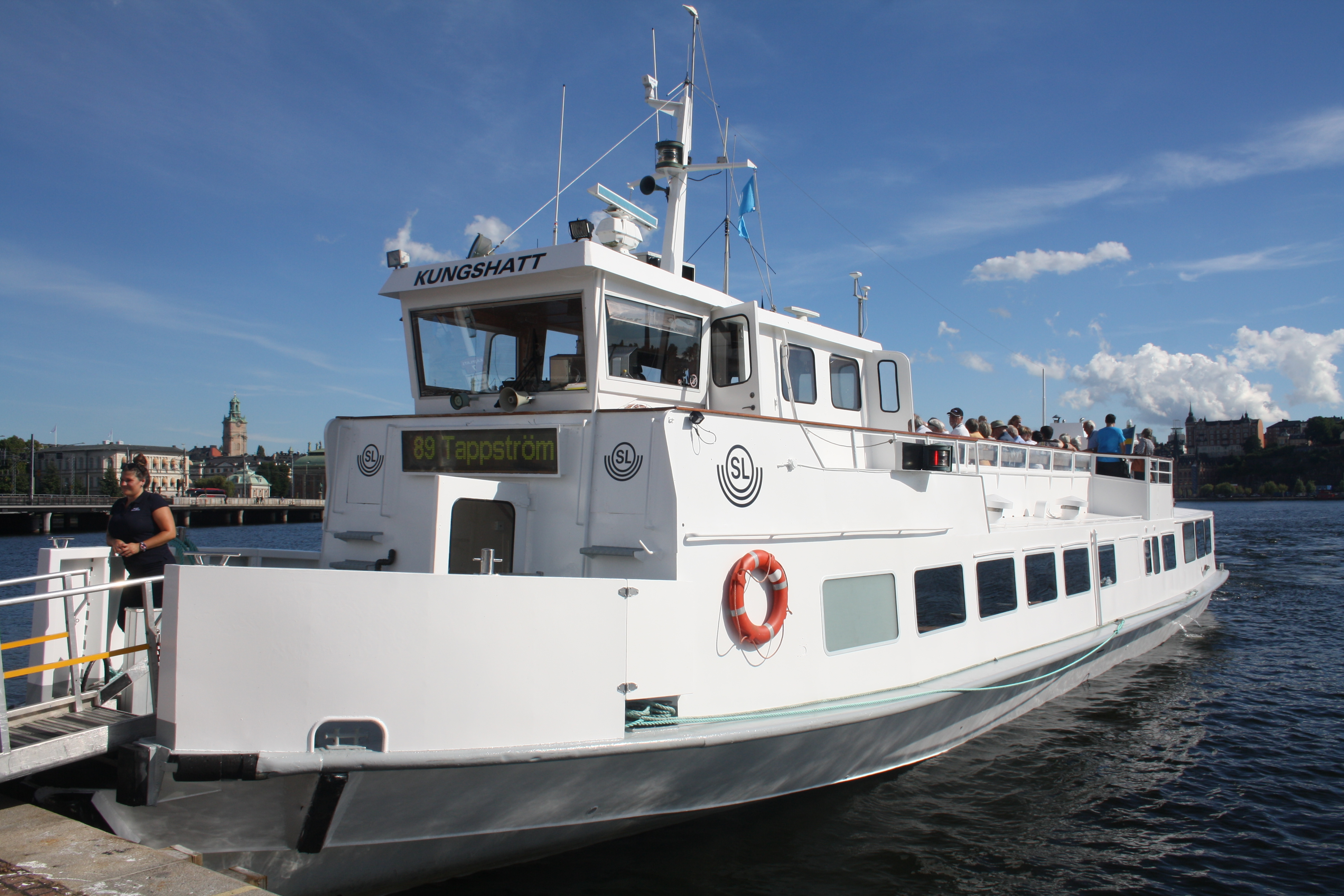
Le M/S Kungshatt précédemment utilisé à Klara Mälarstrand.
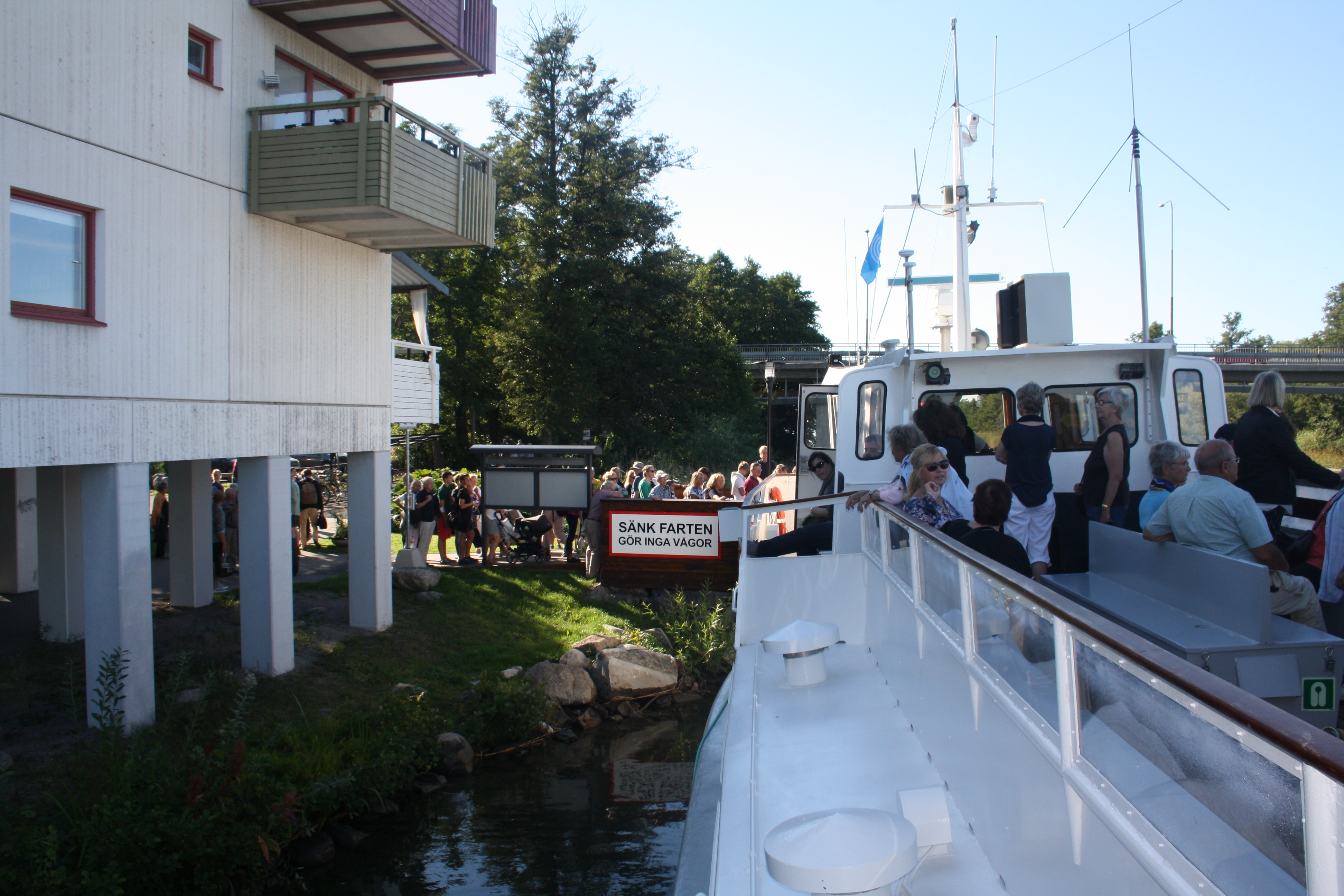
M/S Kungshatt à Tappström.
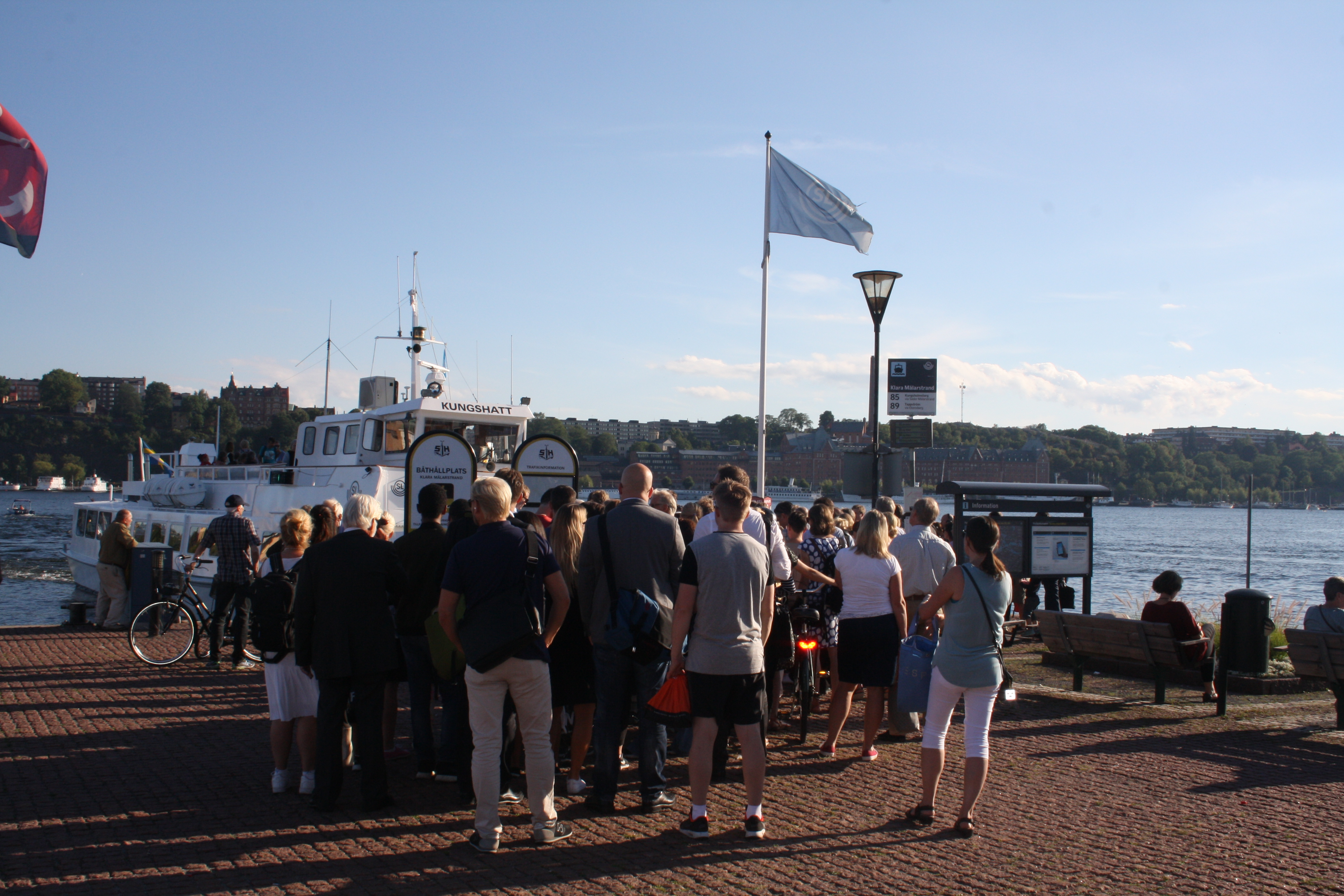
Embarquement à Klara Mälarstrand.

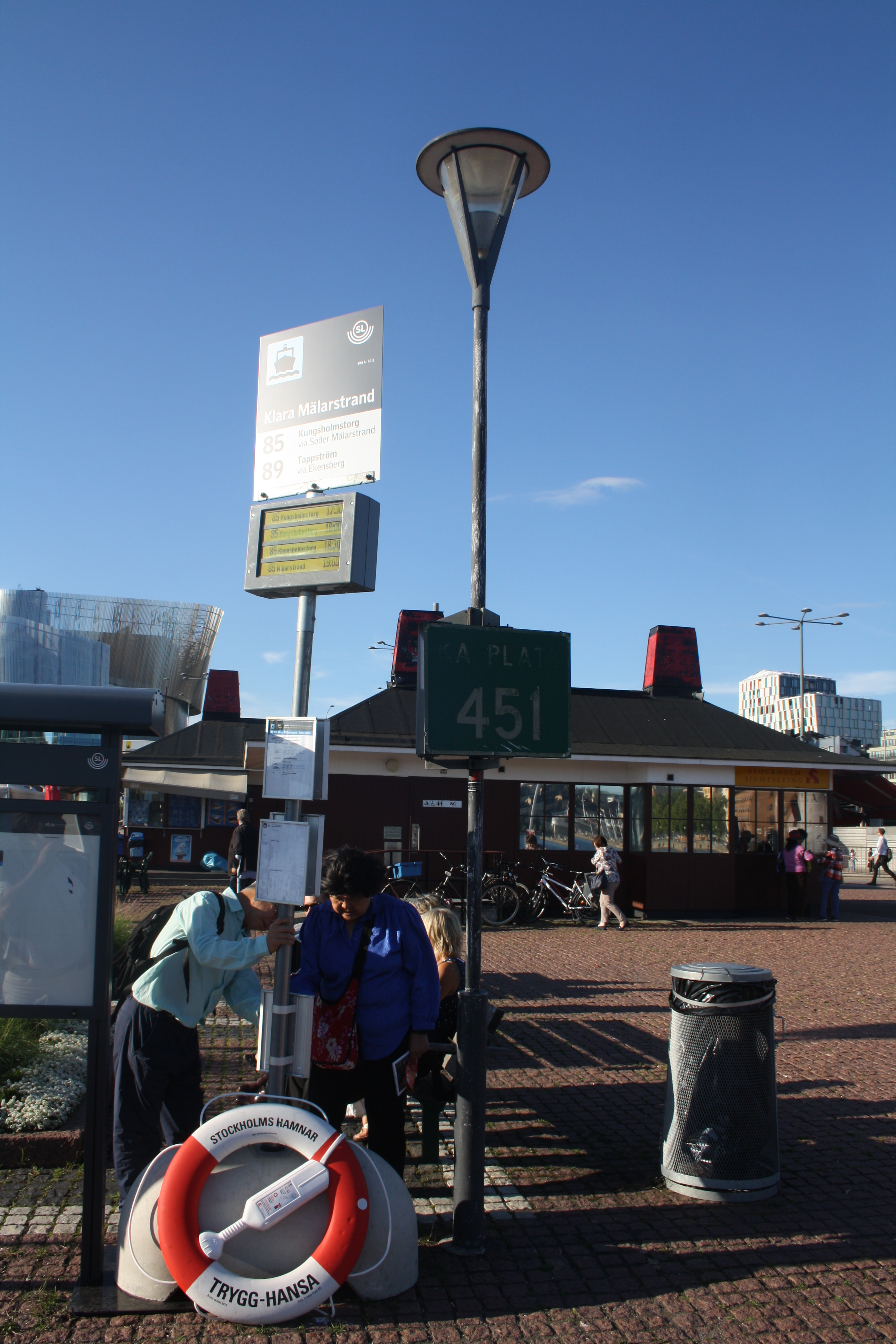
L'arrêt à Klara Mälarstrand.
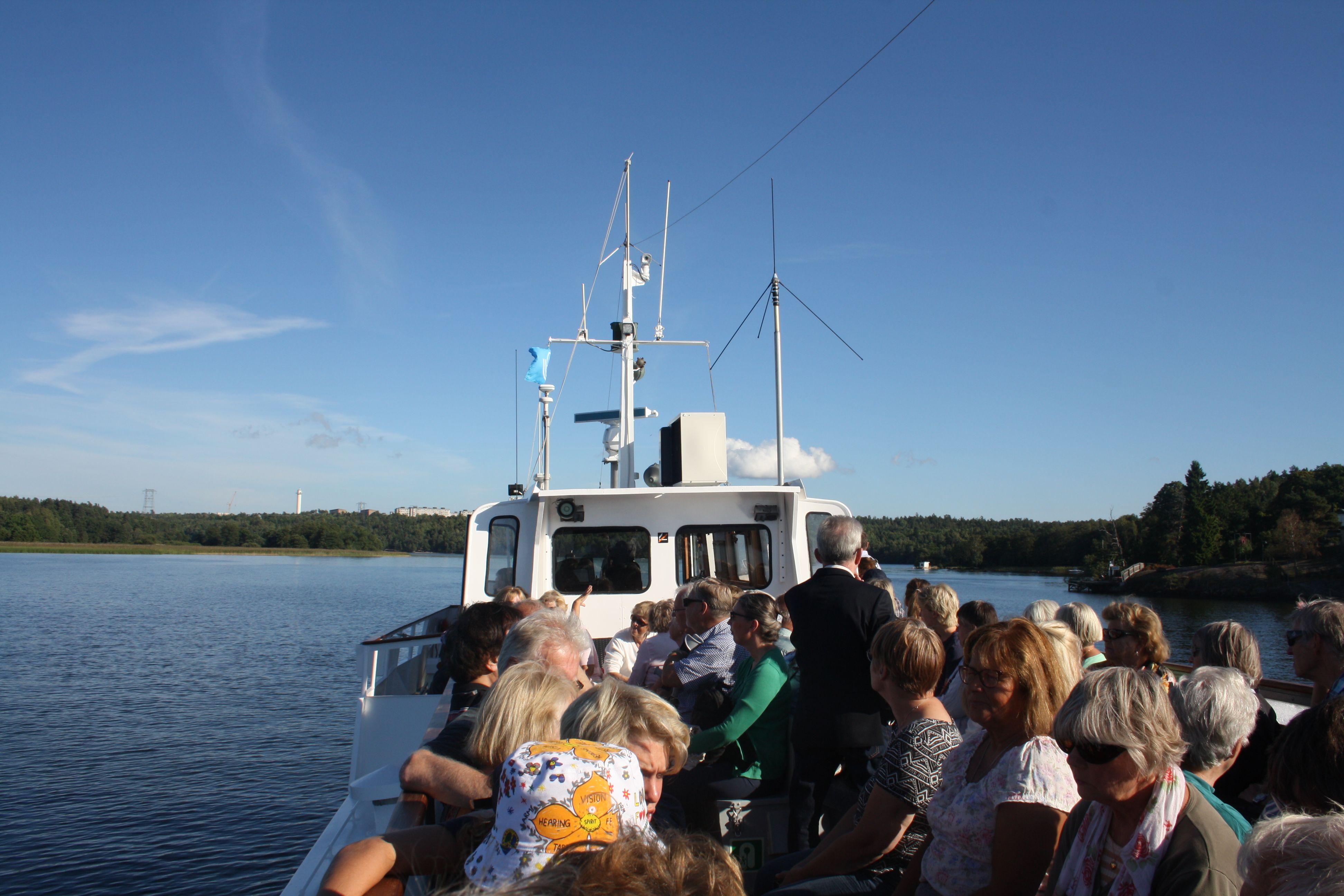
Le M/S Kungshatt en route.
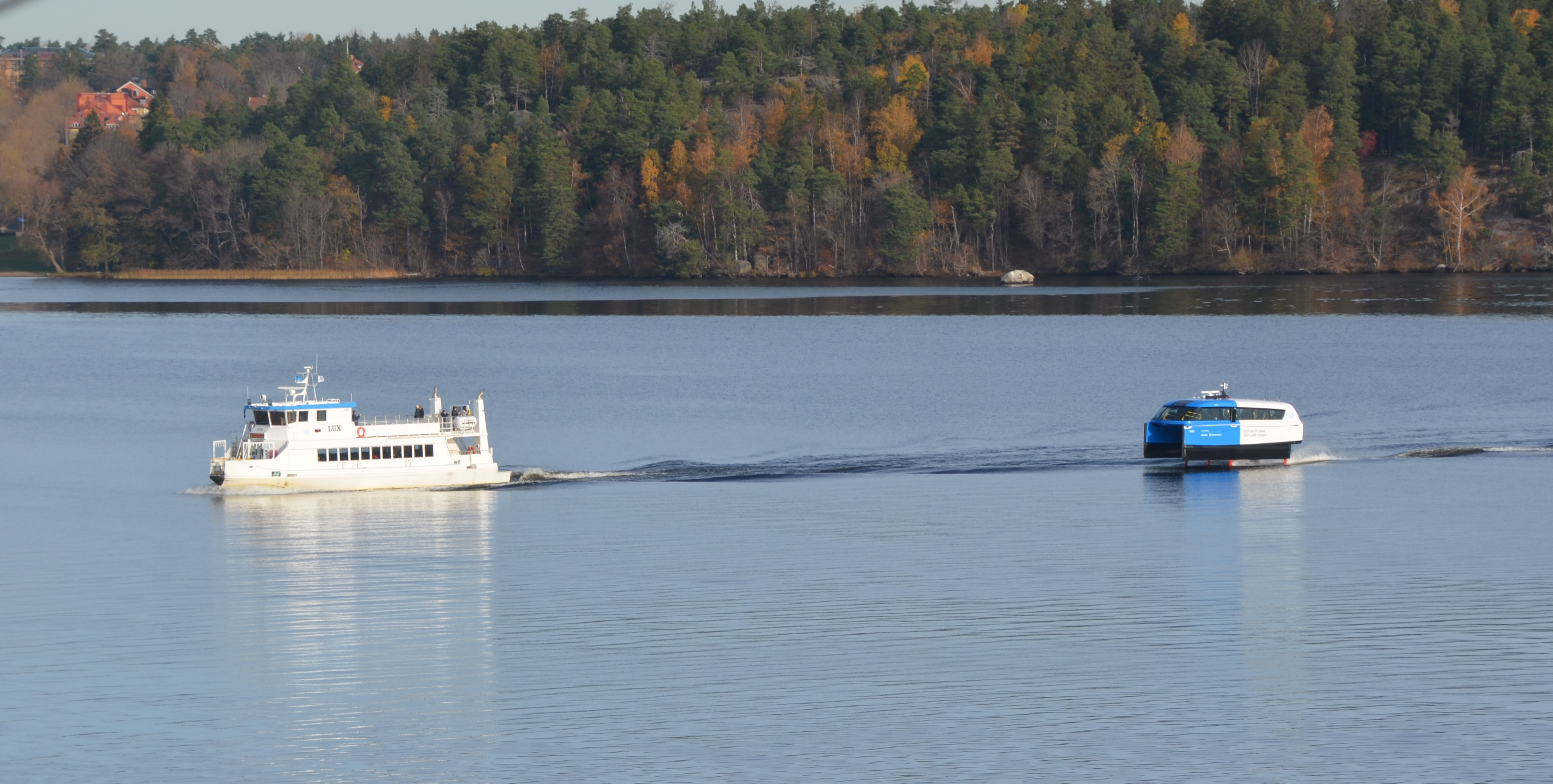
M/S Lux et E/S Nova au large deBrommalandet.